# Myski
Myski (russisch Мыски, schorisch Томазақ) ist eine Stadt in der Oblast Kemerowo (Russland) mit 43.038 Einwohnern (Stand 14. Oktober 2010).

## Geographie
Die Stadt liegt im südöstlichen Teil des Kusbass, etwa 50 km östlich von Nowokusnezk, am Fluss Mras-Su nahe seiner Mündung in die Tom. Das Klima ist kontinental.
Die Stadt Myski ist der Oblast administrativ direkt unterstellt. Der Stadt sind 14 Dörfer mit insgesamt 2613 Einwohnern unterstellt, sodass die Gesamtbevölkerung der administrativen Einheit „Stadt Myski“ 44.520 beträgt (Berechnung 2009).
Myski liegt an der Eisenbahnstrecke Nowokusnezk – Abakan, der sogenannten Südsibirischen Eisenbahn (Juschsib).

## Geschichte
Myski entstand um 1826 aus einer schorischen Siedlung auf der Landspitze (russisch мыс/mys) bei der Mündung des Mrassu in die Tom. Der Ort wurde auch Myssowskaja (Мысовская) oder Berjosowy Mys (Берёзовый Мыс) genannt. 1956 erhielt er Stadtrecht.

### Bevölkerungsentwicklung
| Jahr | Einwohner |
| ---- | --------- |
| 1959 | 32.173    |
| 1970 | 36.186    |
| 1979 | 40.560    |
| 1989 | 45.964    |
| 2002 | 44.435    |
| 2010 | 43.038    |

Anmerkung: Volkszählungsdaten

## Wirtschaft
Die Wirtschaft der Stadt wird von der Steinkohlenförderung (Firma Sibirga/ Сибирга) und der holzverarbeitenden Industrie bestimmt. Im Westteil der Stadt befindet sich das Tom-Ussa-Wärmekraftwerk (Томь-Усинская ГРЭС / Tom-Ussinskaja GRES).

## Söhne und Töchter der Stadt
- Wolodymyr Kysseljow (1957–2021), Leichtathlet
- Wiktor Solodow (* 1962), Gewichtheber
- Alexander Andrijenko (* 1990), Skirennläufer